# Федерико Бурдисо
Федерико Бурдисо (итал. Federico Burdisso; Павија, 20. септембар 2001) италијански је пливач чија специјалност су трке делфин стилом на 100 и 200 метара. 

## Спортска каријера
Бурдисо је дебитовао на међународној сцени током 2017. на Европским олимпијским играма младих у мађарском Ђеру, а убрзо потом по први пут је наступио и на Европском првенству за јуниоре у израелској Нетанији где је освојио и прве медаље у каријери (злато на 4×100 мешовито и сребро на 200 делфин). Успшне наступе имао је и на наредним такмичењима у јуниорској конкуренцији, посебно на Олимпијским играма младих у Буенос Ајресу 2018. где је освојио три бронзане медаље. 
Успешан дбитантски наступ на сениорским такмичењима имао је на Европском првенству 2018. у Глазгову где је успео да освоји и своју прву сениорску медаљу, бронзану у трци на 200 делфин. Године 2019. по пви пут је наступио на светском првенству у корејском Квангџуу. Најбољи резултат остварио је у трци на 200 делфин коју је окончао на високом четвртом месту у финалу са заостатком од свега 0,24 секунде за трећепласираним Чадом ле Клоом. У трци на 100 делфин заузео је 19. место, а пливао је и у квалификацијама штафета на 4×100 мешовито (13. место). 